# Dolná Breznica
Dolná Breznica (em húngaro: Alsónyíresd) é um município da Eslováquia, situado no distrito de Púchov, na região de Trenčín. Tem 8,36 km² de área e sua população em 2018 foi estimada em 981 habitantes.

## Demografia
| Ano:        | 1994 | 2004   | 2014    | 2024    |
| ----------- | ---- | ------ | ------- | ------- |
| Broj ljudi: | 793  | 813    | 911     | 1073    |
| Razlika:    |      | +2,52% | +12,05% | +17,78% |

| Ano:               | 2023 | 2024   |
| ------------------ | ---- | ------ |
| Número de pessoas: | 1081 | 1073   |
| Diferença:         |      | -0,74% |